# 1 Pułk Inżynieryjny (WP na Wschodzie)
1 Pułk Inżynieryjny (1 pinż) – oddział inżynieryjny Wojska Polskiego na Wschodzie.
Sformowany jako oddział techniczny I Korpusu Polskiego w sierpniu 1917. Latem 1918 rozwiązany. Większość żołnierzy i oficerów powróciła do kraju, gdzie włączyła się do organizowanych jednostek saperskich Wojska Polskiego.

## Formowanie i zmiany organizacyjne
Pułk został sformowany jako oddział techniczny w składzie I Korpusu Polskiego w sierpniu 1917. Jego organizację rozpoczęto 24 lipca w Żydkowicach koło Łunińca, na mocy rozkazu dowódcy I Korpusu. Pierwszym dowódcą był ppłk Bolesław Jaźwiński, a zastępcą kpt. Jan Skoryna, który faktycznie organizował pułk. 27 sierpnia 1917 pułk został przedyslokowany do Dubrowy pod Orszą, gdzie rozpoczęła się jego dalsza organizacja i szkolenie. 1 listopada 1917 pułk liczył 30 oficerów i ok. 600 szeregowych. W końcu grudnia 1917, po zakończeniu całkowitej organizacji, jednostka została przeniesiona do rejonu Uborek - Łapicz. Oddział liczył wówczas 1100 żołnierzy. 13 stycznia 1918 pułk rozpoczął przebazowanie w kierunku Bobrujska. Po trzech dniach marszu dyslokowano go w Twierdzy Bobrujsk. Po zmianie dyslokacji dowódcą pułku został kpt. Skoryna Niektóre pododdziały pułku brały udział w walkach z oddziałami Armii Czerwonej. W okresie od marca do maja 1918 r. oddziały Korpusu w tym i 1 pinż znalazły się pod zwierzchnictwem politycznym Rady Regencyjnej i rozkazami dowództwa niemieckiego. W tym okresie zorganizowano w pułku szkołę podoficerską saperów pod dowództwem por. Wacława Damrosza oraz szkołę telegraficzną pod dowództwem ppor. Miączyńskiego. Do składu pułku dołączono dywizyjne kompanie inżynieryjne: pierwszą i trzecią.
6 lipca 1918 1 pinż rozwiązano, a część stanów osobowych udała się na Murmań. większość żołnierzy i oficerów powróciła do kraju, gdzie włączyła się do organizowanych jednostek saperskich Wojska Polskiego.

## Struktura organizacyjna i obsada personalna
dowództwo
- dowódca - płk Bolesław Jaźwiński

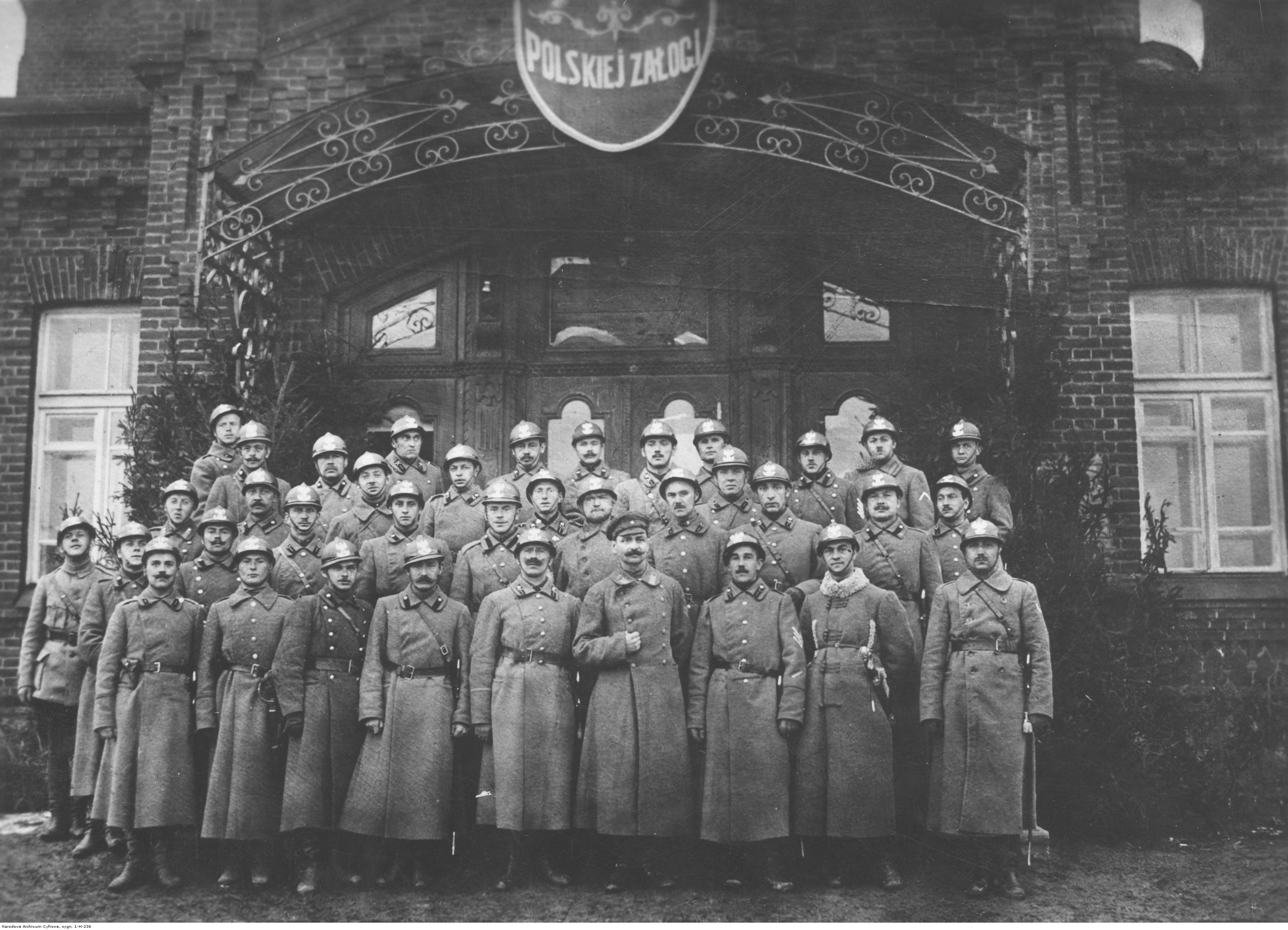
I Korpus Polski w Rosji - grupa oficerów 1 pułku inżynierii, Bolesław Jaźwiński stoi 4. z prawej; Bobrujsk 1918

- zastępca dowódcy - kpt. Jan Skoryna
- dowódca saperów - kpt. Jerzy Salecki
- adiutant - ppor. Nowakowski

batalion saperów
- dwie kompanie saperów
- kompania mostowa - Stanisław Arczyński

batalion techniczny – kapitan Stanisław Magnuszewski, podkapitan Wacław de Lippe-Lipski
- dwie kompanie telegraficzne
- kompania reflektorów – podkapitan Artur Czesław Kronenberg, ppor. Witwicki

kompania gospodarcza

szkoła podoficerska

szkoła analfabetów

## Oficerowie pułku
- kapitan - Roman Bolesław Ciborowski
- kapitan - Artur Górski
- porucznik - Witold Butler
- podporucznik - Tadeusz Kossakowski
- chorąży - ks Józef. Drucki-Lubecki

| Kawalerowie Wstęgi Amarantowej                                                                | Kawalerowie Wstęgi Amarantowej | Kawalerowie Wstęgi Amarantowej   |
| --------------------------------------------------------------------------------------------- | ------------------------------ | -------------------------------- |
| Na mocy rozkazu dowódcy I Korpusu Polskiego z 19 marca 1918 udekorowani zostali za waleczność |                                |                                  |
| podkpt. Stanisław Magnuszewski                                                                | urzędnik Wacław Brzozowski     | saper Szczepan Jaroszewski       |
| saper Potapowicz                                                                              | ppor. Stanisław Perko          | ppor. Antoni Wejtko              |
| urzędnik Kwiatkowski                                                                          | st. podof. Walenty Szydłowski  | st. podof. Józef Sempolski       |
| st. podof. Stanisław Ławniczak                                                                | st. podof. Stanisław Szymko    | st. podof. Bolesław Gertner      |
| st. podof. Józef Siwak                                                                        | st. podof. Józef Strzelecki    | mł. podof. Sylwester Stawski     |
| mł. podof. Józef Lubański                                                                     | mł. podof. Aleksander Szemiot  | mł. podof. Leon Udymowicz        |
| mł. podof. Tomasz Kniaź                                                                       | mł. podof. Rajmond Boski       | saper Józef Kicieliński          |
| saper Tomasz Seniuch                                                                          | rysownik Wacław Barański       | rysownik Mieczysław Wienzekowski |
| pisarz Jan Pastuszak                                                                          | pisarz Władysław Sobański      | mł. podof. Albert Siecheń        |
| mł. podof. Stanisław Szmurewicz                                                               | saper Polikarp Klonowski       | saper Julian Czarnocki           |
| saper Józef Wronak                                                                            | saper Jan Rongol               | chor. Stefan Roeger              |
| saper Antoni Siekienniak                                                                      | saper Paweł Kałaniec           |                                  |